# 29世紀
| 千纪： | 2千纪 \| 3千纪 \| 4千纪                                                                                              |
| 世纪： | 26世纪 \| 27世纪 \| 28世纪 \| 29世纪 \| 30世纪 \| 31世纪 \| 32世纪                                                   |
| 年代： | 2800年代 \| 2810年代 \| 2820年代 \| 2830年代 \| 2840年代 \| 2850年代 \| 2860年代 \| 2870年代 \| 2880年代 \| 2890年代 |

2801年1月1日至2900年12月31日的這一段期間被稱為29世紀。

## 天文現象
- 2816年3月25日：15:47 UTC，水星蝕木星。
- 2817年3月6日：9:36 UTC，金星蝕土星。
- 2818年4月11日：20:41 UTC，水星蝕火星。
- 2825年2月6日：10:50 UTC，火星蝕天王星。
- 2829年／2830年：火星-土星三連星。
- 2830年12月15日：09:40 UTC，金星蝕火星。
- 2855年7月20日：05:15 UTC，水星蝕木星。
- 2842年／2843年：火星-木星三連星。
- 2846年12月16日：金星凌日。
- 2854年12月14日：金星部分凌日。
- 2866年：火星-土星三連星。

## 科幻作品中的29世紀
- 在動畫《乃出個未來》其中一集Xmas Story 中，2809年會發生第一次的聖誕大屠殺，事緣是由於一個邪惡機械人聖誕老人所引起的。至於2841年4月9日，該動畫角色"乃到應一應博士"出生。